# Алегорія чоловічої і жіночої мудрості
Алегорія чоловічої і жіночої мудрості(англ. Allegory of the wise man and the wise woman) — повчальна гравюра, котру створив нідерландський графік і картограф 16 ст. Корнеліс Антоніс (бл. 1505–1553).

Архітектор з кутником на будівництві. Фрагмент мініатюри із англійського рукопису 14 ст.

Мода на холоднуваті алегорії прийшла в мистецтво Нідерландів з Італії. Хоча емблематичні зображення були відомі тут з давнини. Їх знало і використовувало мистецтво середньовіччя. На відміну від італійської практики, що надавало перевагу пластичній і зовнішній красі зображень, мистецтво країн Північного Відродження довго зберігало зв'язок із середньовічним минулим, з повчальним характером релігійного мистецтва, компромісно поєднувало в одному творі старі і нові запозичені форми, середньовічні і ренесансні.
Все це притаманно і гравюрі Корнеліса Антоніса, нідерландського художника, картографа і гравера. На аркуші зображено дві постаті — чоловічу і жіночу. Одяг чоловіка більш умовно-історичній, сучасники Корнеліса Антоніса носили зовсім інший. Це фантазійне поєднання давньоримського з ідеальним. В руках персонажа кутник архітектора, як натяк на активну діяльність, складну і пов'язану з освітою та знанням будівельних технологій. Кутник — давній атрибут зображень середньовічних архітекторів з доби готики. З кутником та циркулем часто зображували також самого Бога в дні створення світу.
В руці чоловічого персонажа також терези — але вони в стані повної рівноваги, як натяк на тверду волю чоловіків, здатних приборкувати і стримувати власні почуття. Схвальний, компліментарний характер ставлення до чоловічої мудрості підкреслює і ретельно вирівняна брила каменю, яка нагадує скульптурний постамент.

Король на будівництві храму. Мініатюра із англійського рукопису Житіє Св. Оффара, до 14 ст.

Одяг жіночої постаті більш реалістичний, щось подібне можна бачити на гравюрах з жінками Альбрехта Дюрера. Але кількість атрибутів робить і її постать досить умовною. Біля її голови — великий ключ, як натяк на запертий розум жінки. Її рот замкнено на замок, бо мудра жінка не базікає, а більше мовчить. Замість пояса на талії жінки змія, як натяк на цнотливість, котру повинна оберігати мудра жінка. В її руці дзеркало, на поверхні якого, однак, не її обличчя, а розп'яття з Христом, як натяк на відданість християнській церкві. Зневажливе ставлення до жінок тої пори підкреслено низом гравюри. Замість ніг звичної жінки гравер подав копитця з підковами, натякаючи на близькість жіночого характеру до гріха і диявола. І стоїть вона не на рівному постаменті, як чоловіча мудрість, а на брудному ґрунті.
Остання алегорія мало відповідала реальності. Вже європейське середньовіччя довело, що жінки були здатні не тільки поратись на кухні і народжувати дітей, а й очолювати монастирі (Геррада Ландсбергська), засновувати нові чернечі ордени (Св. Клариса), бути натхненниками вояків(Жанна д'Арк). Більш розкуті жінки Італії навчатимуться в університеті (Елена Корнаро Піскопія) і ставатимуть художницями не гіршими за чоловіків доби маньєризму. Але обмежений погляд художника і гравера Корнеліса Антоніса бажав старанно цього не помічати.